# Clemente Tabone
Clemente Tabone (malt. Klement Tabone, ur. ok. 1575, zm. 11 marca 1665) – maltański właściciel ziemski i członek ochotniczej formacji militia, który wsławił się odwagą w czasie najazdu tureckiego na Żejtun w 1614, ostatniego znaczącego ataku żołnierzy Imperium Osmańskiego na Maltę. Zbudował wieżę oraz kaplicę na swojej ziemi na obrzeżach Żejtun. Wieża już nie istnieje, zaś kaplica św. Klemensa przetrwała i jest używana do dziś.

## Życiorys
Clemente Tabone urodził się w Casal Pasqualino (dziś część Żejtun) około 1575 jako syn Pietro Tabone i Dorothei née Cumbo. Był jedynym synem, obok sześciu córek, bogatej rodziny. 18 marca 1589 wydaje się, że otrzymał tonsurę kleryka, w rezultacie czego zaczął podlegać prawu kościelnemu, chroniącemu go przed władzą Zakonu św. Jana, który w tym czasie rządził Maltą. Tabone nie kontynuował jednak nauki w seminarium.
Występował jako pełnomocnik swojego ojca w czasie transakcji majątkowej w 1596, otrzymał później od niego kilka kawałków gruntu. Później stał się bogatym właścicielem ziemskim, wynajmując część swoich pól i kupując inne. Jego ziemie obejmowały wiele pól i budynków, w tym część stanowiska archeologicznego Tas-Silġ i saliny w Bengħisie. W 1603 na jednym ze swych pól Tabone zbudował wieżę Ingraw, zaś kilkadziesiąt lat później wykorzystał część ziemi nabytej w 1596 do postawienia tam kaplicy św. Klemensa.
Tabone był trzykrotnie żonaty. Po raz pierwszy zawarł ślub 11 stycznia 1597 w Birgu z Heleną Testaferrata, która niestety zmarła 2 sierpnia 1598. Jego drugie małżeństwo zawarte zostało z Margheritą Pace, córką szlachcica z Siġġiewi, związek został zawarty 3 lutego 1602. W latach dwudziestych XVII wieku rozpoczął się jego pozamałżeński romans z Aloisettą Veron, którą w końcu poślubił 14 stycznia 1657. Z tego długoletniego nieformalnego związku urodziło się czworo dzieci, Dorothea, Angelo (wymieniany też jako Archangelo), dziecko nieznanego imienia, oraz Archangela.
Tabone z rodziną przeniósł się przed 1609 do Birgu, lecz kilkakrotnie w późniejszych latach wracał do Żejtun. Sporządził testamenty w latach 1646, 1659 i ostateczny w 1661. Zmarł w Birgu 11 marca 1665, pochowany został w kościele parafialnym św. Wawrzyńca. Jego syn Angelo zmarł dzień po nim.

## Najazd turecki w 1614
Clemente Tabone jest powszechnie znany ze swej roli podczas tureckiego najazdu na Żejtun w 1614, kiedy flota Imperium Osmańskiego wysadziła około 6 000 żołnierzy w zatoce św. Tomasza w Marsaskali, którzy splądrowali wioskę Żejtun, opuszczoną przez mieszkańców na wieść o ataku. XVIII-wieczne źródła podają, że Tabone wykazał dużo odwagi podczas tureckiego ataku, lecz nie są znane żadne jemu współczesne źródła, podające jego dokładną rolę. Tabone mógł być członkiem dejmy (ochotniczych oddziałów cywilnych milicji) odpowiedzialnych za ostrzał artyleryjski z fortu San Lucian Turków, po ich nieudanej próbie lądowania w Marsaxlokk, lub mógł być częścią sił kawaleryjskich, które wypchnęły najeźdźców z Żejtun.

## Budynki

### Dom w Żejtun

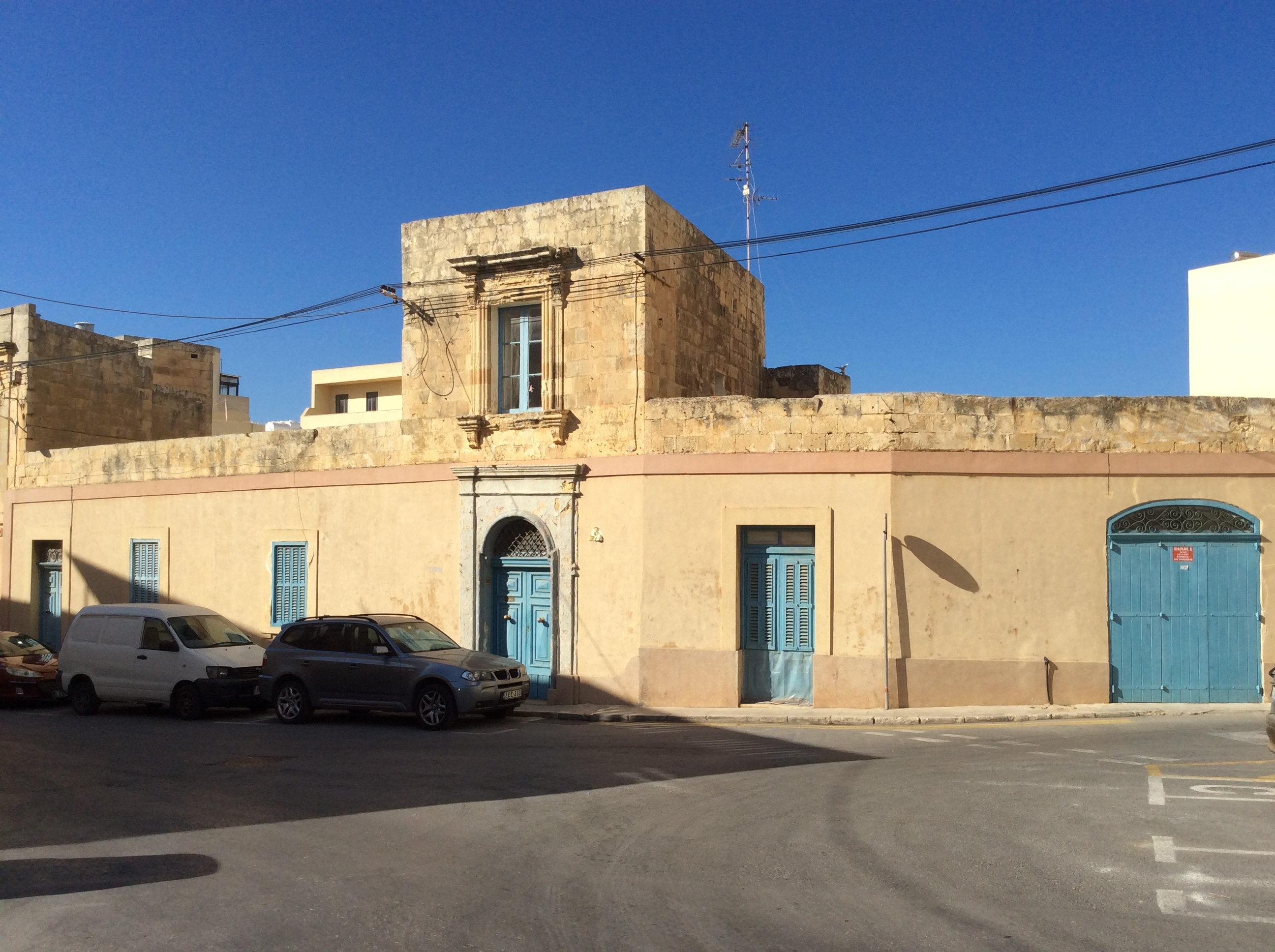
Dom, który prawdopodobnie należał do rodziny Tabone

Tabone otrzymał dom w Żejtun od swojego ojca w 1596. Zanotowane zostało we współczesnym mu dokumencie, że składał się z pomieszczeń zbudowanych wokół dziedzińca, posiadał też cysternę, niewielkie przyległe do budynku pole oraz połowę wieży (wygląda na to, że druga połowa tej wieży należała do spadkobierców wuja Tabone).
Budynek pod numerem 40 przy St. Clement's Street jest tradycyjnie uznawany za dom Tabone. Posiada dziedziniec, cysternę oraz pobliskie pole, odpowiadające opisowi, zaś data roczna „1624” jest podobno wypisana wewnątrz budynku. Jednakże żadne dowody wyraźnie pokazujące, że dom należał do Tabone, nie są znane, stąd jego prawo własności tego budynku jest niepewne.

### Wieża Ingraw

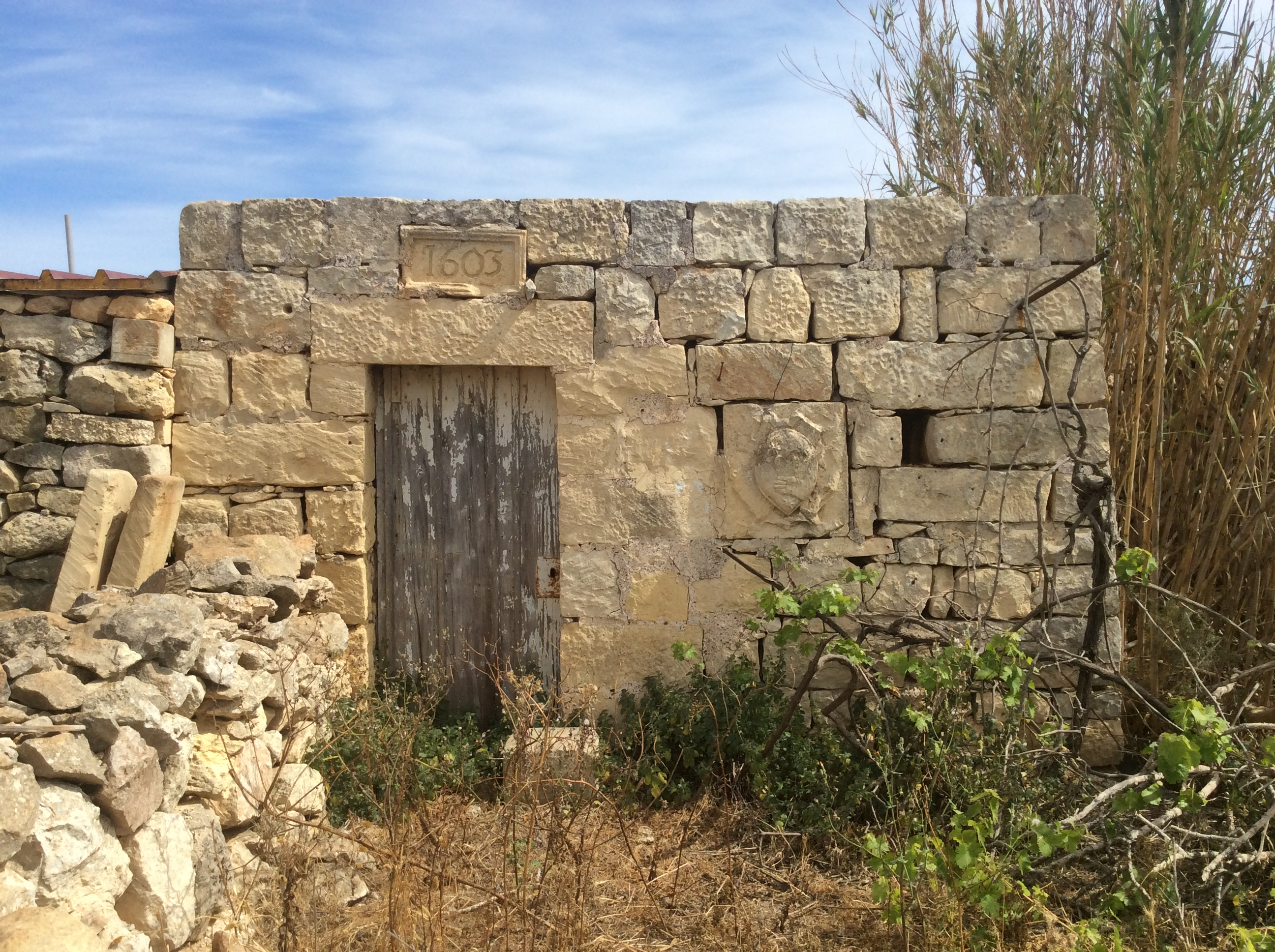
Wiejska budowla postawiona z powtórnie użytej kamieniarki z wieży Ingraw, z datą 1603 i herbem rodziny Tabone.

Wieża Ingraw (malt. Torri Ingraw, ang. Ingraw Tower) zbudowana została przez Tabone w Ħal Tmin lub na terenie Misraħ Strejnu w 1603. Znajdowała się tam poniższa inskrypcja, która niestety zaginęła:

Clementis clementia non-par dicto gigantum – Taboniae stirpis Gloriæ honoræ domus

Wieżę zbudowano w celach defensywnych, od kiedy teren stał się podatny na ataki piratów berberyjskich. Na pobliskim terenie zbudowanych zostało kilka innych wież, w tym wieża Tal-Mozz w bezpośrednim sąsiedztwie, oraz wieża Mamo w pewnej odległości.
Wieża Ingraw została rozebrana w 1927, a jej pozostałości zostały powtórnie użyte do konstrukcji prostej budowli wśród pobliskich pól. Kamień, na którym znajduje się roczna data „1603” oraz inny, noszący herb rodziny Tabone, są wciąż widoczne na fasadzie budowli.

### Kaplica św. Klemensa

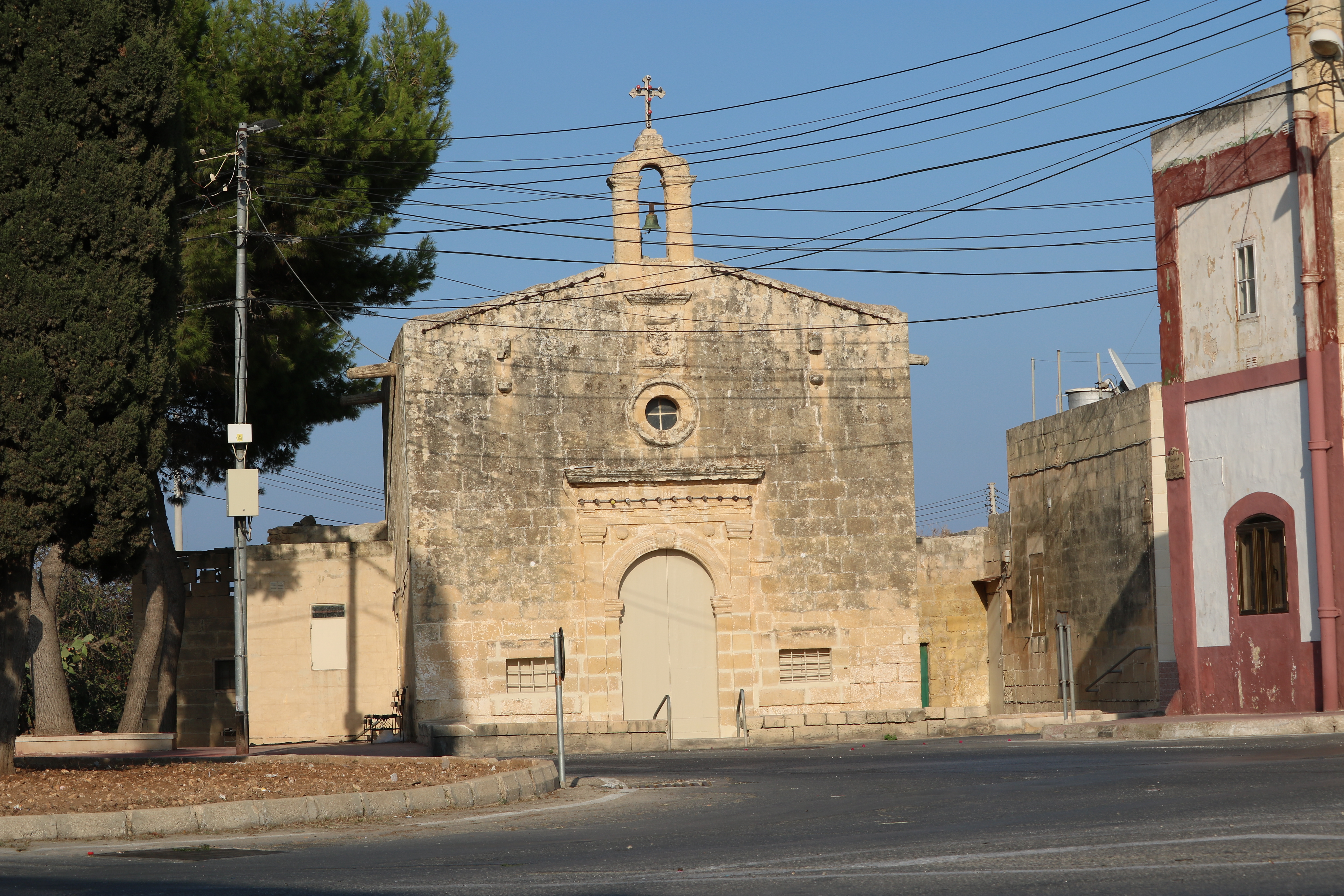
Kaplica św. Klemensa

Tabone po raz pierwszy podjął zamiar budowy kaplicy w latach dwudziestych XVII wieku, lecz kiedy w swym testamencie z 1646 wyraził chęć bycia pochowanym w tej kaplicy, nie była ona jeszcze wtedy zbudowana. Ulokowana w Ħal Tmin, prawdopodobnie powstała dopiero w 1658, gdyż właśnie ta data wyryta jest poniżej herbu Tabone na fasadzie kaplicy. W 1661 opisana została jako ukończona. Inskrypcja umieszczona ponad drzwiami kaplicy mówi:

Clementivs Taboni ecclesia[m] qua[m] ideo vovit, edificare fecit

(co znaczy Clemente Tabone ślubował zbudować kościół, i z tego powodu go postawił)
Często jest podawane, że kaplica zbudowana została, by upamiętnić wybawienie z napady tureckiego w 1614, lecz definitywne połączenie pomiędzy najazdem a budową kaplicy nie zostało dowiedzione. Budowla ta ma prostą fasadę i mały plac z przodu. Papież Klemens I jest obiektem tytularnego obrazu kaplicy, wykonanego w 1662, a przypisywanego Stefano Erardiemu. Na obrazie można znaleźć przedstawienie Tabone w starszym wieku. W kaplicy znajduje się również niewielki obraz Pietà, którego przypuszczalnym autorem jest Francesco Zahra.
Kaplica jest zachowana do dziś, wciąż służy okolicznym wiernym.